# Vibraye
 Vibraye  es una población y comuna francesa, situada en la región de Países del Loira, departamento de Sarthe, en el distrito de Mamers y cantón de Vibraye.

## Demografía
| 2074 | 2296 | 2391 | 2591 | 2609 | 2587 |
| Para los censos de 1962 a 1999 la población legal corresponde a la población sin duplicidades (Fuente: INSEE [Consultar]) |      |      |      |      |      |